# Symphyotrichum laeve
Aster lisse
Espèce
Répartition géographique
Symphyotrichum laeve (anciennement Aster laevis), communément appelé Aster lisse,  est une espèce de plante à fleurs de la famille des Astéracées, native de l’Amérique du Nord. Elle est connue sous le nom Smooth Aster en anglais.

## Description
C'est une plante herbacée pérenne qui peut faire jusqu’à 0.7 mètre de haut à feuilles alternées de forme variable. La tige et les feuilles sont glabres, une caractéristique qui donne son nom à l'espèce. 